# World 3-Cushion Grand Prix 2024/1

Logo UMB (ausrichtender Verband)

Seoul

Der World 3-Cushion Grand Prix 2024/1 ist eine Dreiband-Turnierserie in der Disziplin des Karambolagebillards und fand vom 22. bis zum 25. August in Seoul statt. Das Turnier wird von der UMB und vom koreanischen Partner Five&Six, sowie von Afreeca TV ausgerichtet.

## Time Table
15.–16. August 2024: Qualifikationsturniere der Herren im MVL Billiards Club in Gangnam, Seoul mit je 64 Teilnehmern, bei denen sich jeweils die beiden Besten für das Hauptturnier qualifizierten.
17. August 2024: Qualifikationsturnier der Damen im MVL Billiards Club in Gangnam, Seoul. Gespielt wurde in vier Gruppen mit je vier Teilnehmerinnen. Die jeweils zwei Gruppenbesten qualifizierten sich für das Damenturnier.
21. August 2024 Damenturnier im Vita 500, Colosseum of Afreeca TV.
22. bis 25. August 2024: Hauptturnier im Vita 500, Colosseum of Afreeca TV.

## Preisgelder
| Sieger            | 40.000           |
| Finalist          | 25.000           |
| 3. Platz          | 15.000           |
| 4. Platz          | 10.000           |
| 5.–8. Platz       | 4 × je 8.000     |
| 9. – 16.          | 8 × je 5.000     |
| 7. – 24.          | 8 × je 3.000     |
| Qualifikation (₩) |                  |
| Platz 1           | 3.000.000        |
| Platz 2           | 1.500.000        |
| 3. Platz          | 2 × je 1.000.000 |
| 5.–8. Platz       | 4 × je 300.000   |

| Siegerin    | 5.000.000      |
| Finalistin  | 2.000.000      |
| 3. Platz    | 1.000.000      |
| 4. Platz    | 500.000        |
| 5.–8. Platz | 4 × je 200.000 |

## Turniermodus
Das Hauptturnier ab dem 22. August wird im Survival 3C Masters-System ausgetragen.
Die ersten 20 Plätze der Weltrangliste (Edition: 23/2024) sind für das Hauptturnier gesetzt. Der Deutsche Martin Horn hat wegen seiner noch nicht komplett auskurierten Fußverletzung das Turnier abgesagt. Deshalb ist der Vietnamese Thai Hong Chiem bei den gesetzten Spielern nachgerückt. Dazu kommen vier Akteure aus einem Qualifikationsturnier.
Die Shot clock steht auf 30 Sekunden.

### Survival-Spielsystem
Das bei der ersten Austragung gespielte System erwies sich für das koreanische Fernsehen als nicht sehr attraktiv. Einige Matches, unter anderem das Finale, waren schon sehr frühzeitig entschieden. Damit fehlte zum Teil schon zur Halbzeitpause die Spannung.
Das neue System, genannt Survival 3C Masters (englisch: Überleben) ist für Spieler, die nicht aus Korea kommen, neu. In Korea wird dieses System, „book bang“ genannt, sehr häufig gespielt. Der Spielaufbau ist wie folgt:
- Gespielt wird in 4er-Gruppen. Ein Spiel dauert 90 Minuten und ist in zwei Halbzeiten zu je 45 Minuten aufgeteilt, es gibt eine Pause von 5 Minuten.
- Jeder Spieler erhält zu Beginn einer Halbzeit 30 Punkte Startguthaben. Jede Karambolage, die ein Spieler macht, zählt 1 Punkt. Dieser wird den anderen als Minuspunkt abgezogen. Die Minuspunkte werden dem aktiven Spieler gutgeschrieben, er erhält also für je eine gemachte Karambolage 3 Punkte. Macht ein Spieler eine Seite von z. B. 5 Punkten, so werden den sitzenden Spielern jeweils 5 Punkte abgezogen, der aktive Spieler erhält 15 Punkte gutgeschrieben.

| Spieler | Gut- haben | Serie | Punkte± | End- stand |
| ------- | ---------- | ----- | ------- | ---------- |
| 1       | 30         | 5     | +15     | 45         |
| 2       | 30         | 5     | −5      | 25         |
| 3       | 30         | 5     | −5      | 25         |
| 4       | 30         | 5     | −5      | 25         |

- Jeder Spieler erhält eine Einspielzeit von 2 Minuten.
- Der Startspieler (1. Halbzeit) wird vom Computer (CueSco) gezogen. Dieser Spieler wird bei der Ziehung zur zweiten Halbzeit ausgeschlossen. Er spielt dann an Position vier.
- Das Match wird nicht mit dem klassischen Anfangsball begonnen, sondern der Schiedsrichter oder die Schiedsrichterin verteilt die Bälle zufällig per „Wurf“ auf dem Tisch.
- Die Shot clock steht auf 30 Sekunden.
- Jeder Spieler hat drei Verlängerungen pro Match.
- Die Spieler wechseln in der Aufnahme alternierend durch.
- Hat ein Spieler in der 1. Halbzeit sein Punktekonto auf Null (0) heruntergespielt, so kann er erst wieder in der 2. Halbzeit nach Erhalt von 30 Punkten weiterspielen.
- Bei einem Foul wird durch den Schiedsrichter erneut ein „Ballwurf“ durchgeführt.
- Das Match endet nach 90 Minuten, wenn die Runde von allen in der gleichen Aufnahme beendet ist. Die Spieler werden nach dem Punktestand ins Ranking gesetzt. Wertung für das Ranking:
  - Punkte
  - Höchstserie (HS)
- Sollten zwei Spieler am Ende die gleiche Punktezahl haben, zählt die Höchstserie. Haben zwei Spieler die gleiche Punktezahl, wobei nur einer weiterkommen kann, gibt es eine Penalty-Runde. Der Sieger steigt in die nächste Runde auf.

## Damenturnier

### Teilnehmerinnen
| qualifizierte Spielerinnen |                       |
| 1                          | Park Jeong-hyun       |
| 2                          | Therese Klompenhouwer |
| 3                          | Kim Ha-eun            |
| 4                          | Choi Bom-e            |
| 5                          | Heo Chae-won          |
| 6                          | Park Se-jeong         |
| 7                          | Yeom Hee-ju           |
| 8                          | Noriko Fukao          |

Anmerkung: Die Spielerinnen 1 bis 4 waren die Gruppensiegerinnen, 5 bis 8 die Gruppenzweiten im Qualifikationsturnier.

## Qualifikation
Die angegebenen Spielzeiten beziehen sich auf MESZ.
| 1 | Heo Chae-won    | 92 |
| 2 | Park Jeong-hyun | 80 |
| 3 | Choi Bom-e      | 40 |
| 4 | Noriko Fukao    | 28 |

| 1 | T. Klompenhouwer | 85 |
| 2 | Yeom Hee-ju      | 73 |
| 3 | Kim Ha-eun       | 41 |
| 4 | Park Se-jeong    | 41 |

## Finale
| 1 | Park Jeong-hyun  | 90 |
| 2 | Heo Chae-won     | 62 |
| 3 | Yeom Hee-ju      | 54 |
| 4 | T. Klompenhouwer | 34 |

## Herrenturnier

### Teilnehmer
| nach Weltrangliste |                   |
| 1                  | Trần Quyết Chiến  |
| 2                  | Kim Jun-tae       |
| 3                  | Dick Jaspers      |
| 4                  | Bao Phuong Vinh   |
| 5                  | Cho Myung-woo     |
| 6                  | Sameh Sidhom      |
| 7                  | Torbjörn Blomdahl |
| 8                  | Eddy Merckx       |
| 9                  | Marco Zanetti     |
| 10                 | Kim Haeng-jik     |
| 11                 | Heo Jung-han      |
| 12                 | Tayfun Taşdemir   |

| 13            | Tolgahan Kiraz         |
| 14            | Nikos Polychronopoulos |
| 15            | Jérémy Bury            |
| 16            | Rubén Legazpi          |
| 17            | Berkay Karakurt        |
| 18            | Cha Myeong-jong        |
| 19            | Glenn Hofman           |
| 20            | Thai Hong Chiem        |
| Qualifikanten |                        |
| 21            | Son Jun-hyuk           |
| 22            | Lee Jeong-hee          |
| 23            | Kang Ja-in             |
| 24            | Heo Jin-woo            |

## Qualifikation Hauptturnier
Die Gruppensieger und die Zweitplatzierten ziehen direkt in das Viertelfinale ein. Die zwölf anderen Spieler (Platz 3 und 4) müssen in die zweite „2. Chance“. Davon qualifizieren sich die vier Besten auch für das Viertelfinale.
Viertelfinale
„2. Chance“
Die angegebenen Spielzeiten beziehen sich auf MESZ.
| 1 | Tayfun Taşdemir  | 76 |
| 2 | Tolgahan Kiraz   | 68 |
| 3 | Kang Ja-in       | 52 |
| 4 | Trần Quyết Chiến | 44 |

| 1 | Jérémy Bury  | 87 |
| 2 | Heo Jin-woo  | 79 |
| 3 | Kim Jun-tae  | 39 |
| 4 | Heo Jung-han | 35 |

| 1 | Rubén Legazpi | 75 |
| 2 | Lee Jeong-hee | 71 |
| 3 | Kim Haeng-jik | 63 |
| 4 | Dick Jaspers  | 31 |

| 1 | Nikos Polychronopoulos | 97 |
| 2 | Marco Zanetti          | 60 |
| 3 | Bao Phuong Vinh        | 50 |
| 4 | Son Jun-hyuk           | 33 |

| 1 | Cho Myung-woo   | 146 |
| 2 | Eddy Merckx     | 66  |
| 3 | Berkay Karakurt | 26  |
| 4 | Thai Hong Chiem | 2   |

| 1 | Sameh Sidhom      | 98 |
| 2 | Glenn Hofman      | 66 |
| 3 | Torbjörn Blomdahl | 50 |
| 4 | Cha Myeong-jong   | 26 |

## 2. Chance
Die drei Gruppensieger und der beste Gruppenzweite qualifizieren sich für das Viertelfinale.
| 1 | Trần Quyết Chiến | 101 |
| 2 | Kim Haeng-jik    | 49  |
| 3 | Thai Hong Chiem  | 49  |
| 4 | Berkay Karakurt  | 41  |

| 1 | Kim Jun-tae     | 78 |
| 2 | Heo Jung-han    | 70 |
| 3 | Cha Myeong-jong | 66 |
| 4 | Kang Ja-in      | 26 |

| 1 | Torbjörn Blomdahl | 107 |
| 2 | Bao Phuong Vinh   | 63  |
| 3 | Son Jun-hyuk      | 51  |
| 4 | Dick Jaspers      | 19  |

## Viertelfinale
Die beiden Gruppenersten qualifizieren sich für das Halbfinale.
| 1 | Lee Jeong-hee  | 83 |
| 2 | Cho Myung-woo  | 63 |
| 3 | Heo Jung-han   | 51 |
| 4 | Tolgahan Kiraz | 43 |

| 1 | Eddy Merckx  | 96 |
| 2 | Kim Jun-tae  | 76 |
| 3 | Sameh Sidhom | 48 |
| 4 | Heo Jin-woo  | 20 |

| 1 | Glenn Hofman           | 89 |
| 2 | Trần Quyết Chiến       | 85 |
| 3 | Nikos Polychronopoulos | 45 |
| 4 | Rubén Legazpi          | 21 |

| 1 | Torbjörn Blomdahl | 85 |
| 2 | Tayfun Taşdemir   | 81 |
| 3 | Jérémy Bury       | 57 |
| 4 | Marco Zanetti     | 17 |

## Halbfinale
Die beiden Gruppenersten qualifizieren sich für das Finale.
| 1 | Eddy Merckx      | 96 |
| 2 | Cho Myung-woo    | 64 |
| 3 | Lee Jeong-hee    | 52 |
| 4 | Trần Quyết Chiến | 28 |

| 1 | Tayfun Taşdemir   | 107 |
| 2 | Glenn Hofman      | 71  |
| 3 | Kim Jun-tae       | 43  |
| 4 | Torbjörn Blomdahl | 19  |

## Finale
| 1 | Cho Myung-woo   | 85 |
| 2 | Eddy Merckx     | 69 |
| 3 | Tayfun Taşdemir | 61 |
| 4 | Glenn Hofman    | 25 |